# Copa Ibérica de fútbol de 2000
La Copa Ibérica de fútbol de 2000 fue la 4ª edición del torneo. Los clubes participantes fueron el Real Madrid por España, campeón de la Copa de Europa y el Sporting de Lisboa por Portugal, que había conquistado la Liga Portuguesa.
Es la única edición en la que juega un campeón de una competición europea, ya que siempre la han disputado los campeones nacionales (de Liga o Copa) de España y Portugal.
Se disputó a partido único, el 9 de agosto en el Estadio José Alvalade en Lisboa.
El equipo portugués fue campeón tras ganar 2 a 1.

## Clubes participantes
| España   |  | Real Madrid CF     |  | Campeón de la UEFA Champions League        |
| Portugal |  | Sporting de Lisboa |  | Campeón de la Primera División de Portugal |

## Resultado

### Final
| 9 de agosto de 2000 | Sporting de Lisboa        | 2:1 | Real Madrid        | Estadio José Alvalade, Lisboa       |                                     |
|                     | Andre Cruz 17' Acosta 35' |     | Roberto Carlos 52' | Árbitro(s): Duarte Gomes (Portugal) | Árbitro(s): Duarte Gomes (Portugal) |

| Portugal                               |
| Campeón Sporting de Lisboa 1.er título |